# Joshua Weldon Miles
Joshua Weldon Miles (ur. 9 grudnia 1858, zm. 4 marca 1929 w Baltimore, Maryland) – amerykański polityk związany z Partią Demokratyczną. W latach 1895–1897 był przedstawicielem pierwszego okręgu wyborczego w stanie Maryland w Izbie Reprezentantów Stanów Zjednoczonych.